# Razzo ausiliario

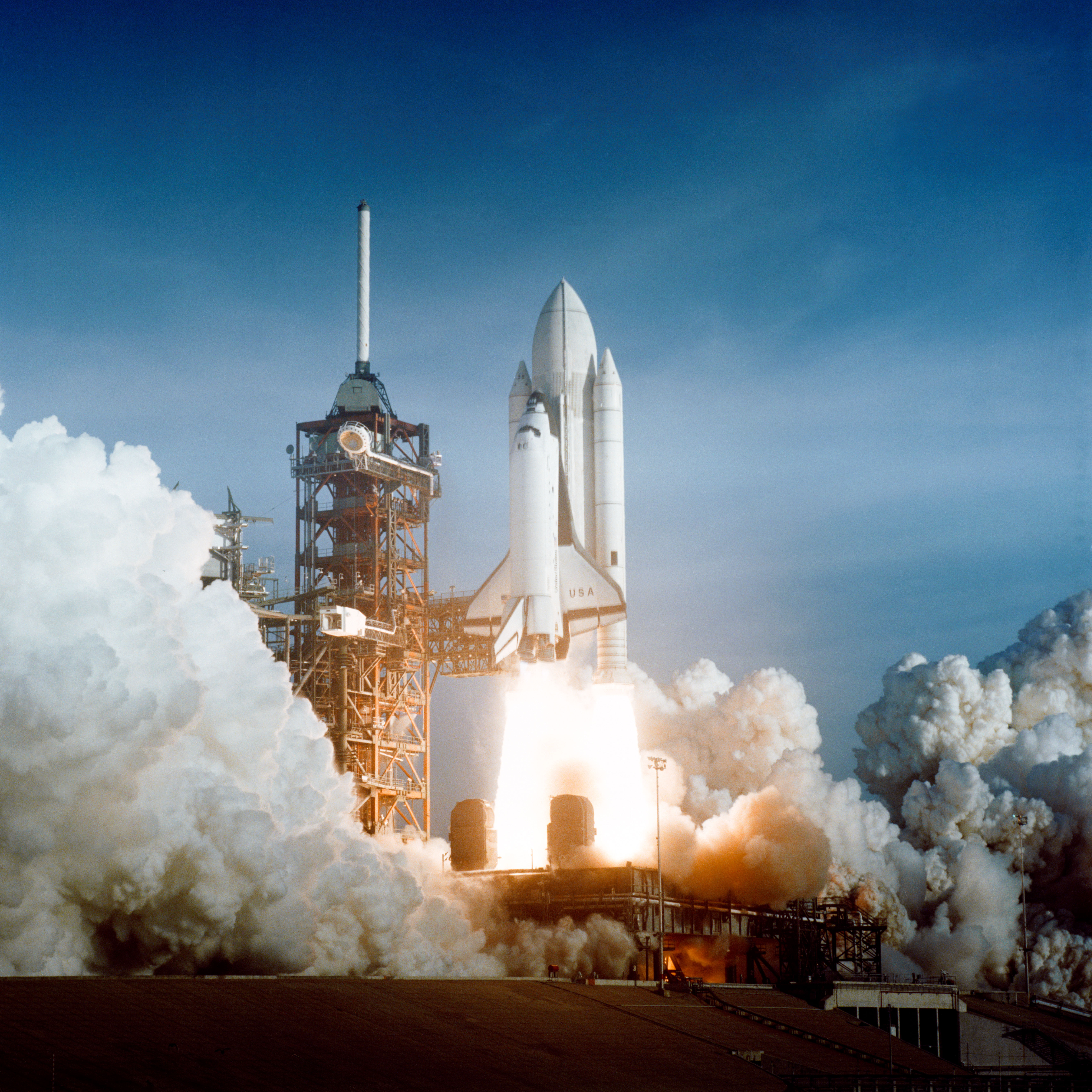
Il lancio dello Space Shuttle Columbia, si notino i due razzi ausiliari.

Un razzo ausiliario (o booster) può essere la prima fase di un veicolo di lancio a più stadi, oppure un razzo di breve durata utilizzato in parallelo con i razzi di sostegno a lunga durata.
I razzi ausiliari possono essere utilizzati per lanciare un veicolo nell'orbita terrestre e sono praticamente indispensabili per oltrepassarla. Tali razzi di sostegno si sganciano una volta che il loro carburante termina, in un punto conosciuto come BECO (Booster Engine Cut-Off). A questo punto, i booster cadono sulla Terra e possono schiantarsi, quindi andare persi, o effettuare un atterraggio morbido per essere riutilizzati, come nel caso dello Space Shuttle o del Falcon 9 di SpaceX.